# バショー (クレーター)
バショー（英: Bashō）は、太陽系の第一惑星である水星のクレーターである。
直径は約74.62km、しかし大きな光条があり、容易に識別できる。
マリナー10号により、端の暗い物質の堆積物に形成された環として発見された。名前は日本の俳諧師松尾芭蕉に由来する。